# Draḯna
Draḯna, en grec moderne : Δραΐνα, est un village du dème de Messini, district régional de Messénie, en Grèce.
Selon le recensement de 2011, la population du village s'élève à 50 habitants.